# South Range
South Range est un village du comté de Houghton, dans l'État du Michigan, aux États-Unis. En 2020, il comptait une population de 750 habitants.